# Kid Milli
Choi Won-jae (tiếng Hàn: 최원재), anh còn được biết đến với tên Kid Milli (tiếng Hàn:키드밀리) là một rapper Hàn Quốc. Anh được biết đến là trong chương trình Show Me the Money 777 và một số bài hát nổi bật như IndiGO, Boy,...

## Tiểu sử và sự nghiệp

### Tiểu sử
Won-jae sinh ngày 26 tháng 10 năm 1993 tại Yeouidong, Seoul, Hàn Quốc. Anh đã nghỉ học vì muốn trở thành một người chơi Starcraft chuyên nghiệp. Sau đó vì thất bại liên tục nên anh đã từ bỏ làm game thủ chuyên nghiệp. Anh nghe rap từ một người bạn của mình và bắt đầu học rap. Khi anh bắt đầu rap, anh không thực sự tôn trọng Hip-hop. Nhưng anh đã thay đổi quan điểm của bản thân và quyết định theo đuổi âm nhạc một cách nghiêm túc khi anh phát hành Mixtape đầu tay ひこう(비행) (Flight). Anh là thành viên của crew hip-hop COZYBOYS và đồng thời cũng là thành viên của WYBH (crew hip-hop do Giriboy thành lập).

### Sự nghiệp
Năm 2015, Kid Milli tham gia Show Me the Money 4 với tư cách là thí sinh nhưng bị loại sớm. Năm 2017, anh ký hợp đồng với label Indigo Music. Năm 2018, anh xuất hiện trên Show Me the Money 777 một lần nữa với tư cách là thí sinh, anh đã đạt giải quý quân trong chương trình. Năm 2019, anh cùng với Swings, BoyCold và Mad Clown xuất hiện trên Show Me the Money 8 với tư cách là nhà sản xuất và cùng năm, anh cùng Giriboy xuất hiện trên High School Rapper 3 với tư cách là mentor.

## Danh sách đĩa nhạc

### Album và đĩa nhạc

#### Album
- AI, The Playlist[7]

1. AI
2. Why Do Fuckbois Hang Out On The Net
3. Zoo (동물원) (feat. Brain)
4. 2WO
5. Hard Touch Freestyle
6. Flex
7. Izakaya (feat. Jvcki Wai)
8. Hugoboss  (feat. Ja Mezz)
9. Corporate Espionage (feat. No:el)
10. Blue
11. Give Me Something (feat. Dsel)
12. Love Freestyle (feat. Khundi Panda)
- Beige 0.5[8]

1. Fingernail (손톱)
2. Return (돌아가자)
3. To You
4. Best Part(너) (feat. PH-1)
5. Instagrammer Girl
6. Timmy Holiday (feat. Paul Blanco)
7. Pop! (feat. Nafla, Loopy)

#### Đĩa nhạc
- Maiden Voyage[9]

1. Family Business (feat. Swings)
2. Ccccall
3. Maruhan
4. Time Looping  (feat. Bewhy)
5. Haneda
6. End Clothing (feat. Hash Swan)
- Maiden Voyage II

1. Home
2. Oppa Killer Whale (Oppa 범고래) (feat. Superbee)
3. We Make Noise, Not Cloth
4. DSEL Interlude
5. Muddy
6. Honmono (feat. Black Nut)
7. Birthday (feat. OLNL)
8. Soul Food
- Imnotspecial[10]

1. By The Way
2. Daddy
3. 2018.01.21
4. DSF (feat. Sik-K)
5. Bird (feat. Jvcki Wai)
6. Cash Out (feat. Coogie)
7. Gomenne (feat. Akira9ine, Kiyadam)
8. Nondiscloth (feat. Slez)
- Maiden Voyage III

1. Outro (feat. Giriboy)
2. Duracell (feat. Byung Un)
3. Close!
4. Xanny (feat. Yunhway)
5. Beluga (feat. Jvcki Wai)
6. Kocean (feat. Jvcki Wai)
- L I F E[11]

1. Life (feat. The Quiett)
2. Sex Money Power (feat. Justhis)
3. Skit
4. 473
5. Hits
6. App (feat. Loopy)
7. Hiphop = Money (힙합은 돈얘기말고 뭐있어) (feat. Bradystreet)

### Mixtape
- ひう (비행) (Flight) (26/02/2015)
- Interstellar Travel (성간여행) (29/04/2015)
- Achonyun (아초냊넟) (28/07/2015)
- Californication (with. Kyuyoung) (27/09/2015)

### Singles
| Năm  | Tên bài    | Nghệ sĩ                        | Đĩa đơn |
| ---- | ---------- | ------------------------------ | ------- |
| 2016 | TN         | Kid Milli                      |         |
| 2016 | TR         | Kid Milli                      |         |
| 2017 | Same       | Kid Milli (feat. NO:EL)        |         |
| 2017 | Audio Gang | Kid Milli (feat. Tommy Strate) |         |
| 2018 | Too Much   | Kid Milli                      |         |
| 2020 | 999<3      | Kid Milli                      | BOY     |
| 2020 | BOY        | Kid Milli                      | BOY     |
| 2022 | SUMMER     | Kid Milli                      | SUMMER  |

### Collaborations

#### Collaborative albums
- Cliché (Kid Milli x Dress)

1. V I S I O N 2021 (feat. Ron)
2. Bittersweet (feat. Ron)
3. Challenge
4. Blow
5. Citrus
6. Face & Mask (feat. Ron)
7. Intro
8. Leave My Studio (feat. SWJA)
9. Cliché
10. Bankroll (feat. Okasian)
11. Midnight Blue (feat In The Endless Zanhyang We Are)
12. Outro
13. Downtowner

#### Collaborative singles
| Năm  | Tên bài                     | Nghệ sĩ                                       | Album/Đĩa đơn         |
| ---- | --------------------------- | --------------------------------------------- | --------------------- |
| 2018 | IndiGO                      | Kid Milli, Justhis, No:el, Young B            | IM                    |
| 2018 | Flex (Dingo X Indigo Music) | Kid Milli, Giriboy, No:el, Swings             | Flex                  |
| 2018 | Good Day                    | Kid Milli, pH-1, Loopy                        | Show Me the Money 777 |
| 2018 | 119                         | Kid Milli, Nafla, pH-1, OLNL, Loopy, Superbee | Show Me the Money 777 |
| 2020 | Bankroll                    | Kid Milli x Dress                             | Bankroll              |
| 2021 | Face & Mask                 | Kid Milli x Dress (feat. Ron)                 | Face & Mask           |
| 2021 | Cliché                      | Kid Milli x Dress                             | Face & Mask           |
| 2021 | Kitty                       | Kid Milli x Dress                             | Kitty                 |

### Featured
| Năm  | Tên bài                           | Nghệ sĩ | Album                                         |
| ---- | --------------------------------- | --- | --------------------------------------------- |
| 2016 | "Getting Better"                  | Swings (feat. Kid Milli, Forrest, Kyu Young, Changstarr) | [Levitate 3] Mixtape                          |
| 2016 | "Hello"                           | Premen (feat. Kid Milli) |                                               |
| 2017 | "난 원해 다"                      | El Rune (feat. Kid Milli) | U                                             |
| 2017 | "Your Being" (니존재)             | Han Yo-han (feat. Kid Milli, Swings) | The Blade Dance (칼춤)                        |
| 2017 | "Cozy's Call Back"                | Dsel (feat. Kid Milli, Duggshak) | 00                                            |
| 2017 | "Midnight Carnival"               | Tommy Strate (feat. Kid Milli, Crybaby) |                                               |
| 2017 | "Wewantourmoneyback"              | Giriboy (feat. Kid Milli, Young B) | Graduation (졸업식)                           |
| 2018 | "Poe Poe"                         | Jay Moon (feat. Kid Milli) |                                               |
| 2018 | "Shit Is Real"                    | Swings (feat. Kid Milli, The Quiett, Giriboy) | Upgrade III                                   |
| 2018 | "Finder"                          | Nuol (feat. Kid Milli, Basick, No:el, Hash Swan, Huckleberry P, DJ Tiz, Snacky Chan, Coogie, Olltii, Kebee, Odee, Nuttyverse, Justhis)                                                                                  |                                               |
| 2018 | "Northbutsouth" (2곡)             | Giriboy (feat. Kid Milli) |                                               |
| 2018 | "EWSN" (동서남북)                 | Cosmic Boy (feat. Kid Milli, Choi LB, OLNL, Giriboy, Han Yo-han) | Can I Cosmic                                  |
| 2018 | "Vroom"                           | Qwala (feat. Kid Milli) | Monsta Truck 2                                |
| 2018 | "Suzuran" (스즈란)                | Coogie (feat. Kid Milli, Nafla, Loco) | Coogie                                        |
| 2018 | "Oh Shit" (좆됐다)                | Swings (feat. Kid Milli, Nochang) | Crumbs Mixtape Vol.1 (부스러기 Mixtape Vol.1) |
| 2018 | "Helicopter" (헬리콥터)           | Han Yo-han (feat. Kid Milli, No:el) |                                               |
| 2018 | "Up"                              | Tommy Strate (feat. Kid Milli) |                                               |
| 2018 | "Big Item"                        | Nuol (feat. Kid Milli, Basick) | Finder (Deluxe)                               |
| 2018 | "We Make Noise, Not Music"        | Lee Su-ho (feat. Kid Milli) | Entertain                                     |
| 2018 | "1, 2, 3, and 4"                  | No:el (feat. Kid Milli, Justhis, Swings) | Doubleonoel                                   |
| 2018 | "Callback" (콜백)                 | Bassagong (feat. Kid Milli) | Tang-A                                        |
| 2018 | "Gin Tonic"                       | Young B (feat. Kid Milli, 210) | Sokonyun                                      |
| 2018 | "Game Theory"                     | Dakshood (feat. Kid Milli, Tommy Strate, Nafla, The Quiett, Lil Cherry) | Off Room                                      |
| 2018 | "The Winning Side"                | Swings (feat. Kid Milli) | Upgrade 0                                     |
| 2018 | "VV2"                             | Giriboy (feat. Kid Milli, Choi LB, Kim Seung-min, Hayake) | Thank You (땡큐)                              |
| 2019 | "Bluetooth"                       | OLNL (feat. Kid Milli) | Blueto-oth                                    |
| 2019 | "Indigestion" (소화불량)          | Cosmic Boy (feat. Kid Milli, Choi LB, Car, The Garden) | Can I Love ?                                  |
| 2019 | "To All The Fake Rapstars Remix"  | Han Yo-han (feat. Kid Milli, No:el, Justhis, Young B) | Exiv (엑시브)                                 |
| 2019 | "Don't Close Your Eyes (D.C.Y.E)" | Lee Gikwang (feat. Kid Milli) |                                               |
| 2019 | "Camouflage" (카모플라쥬)         | Lil Tachi (feat. Kid Milli) | High School Rapper 3                          |
| 2019 | "Dead"                            | Paloalto (feat. Kid Milli) |                                               |
| 2019 | "Go On Rmx"                       | Ashiroo (feat. Kid Milli, The Quiett) | No Brakes                                     |
| 2019 | "I'm Sick" (아퍼)                 | Giriboy (feat. Kid Milli, Lil Tachi, Kim Seung-min, No:el, C Jamm) | 100 Years College Course (100년제전문대학)    |
| 2019 | "Scoop" (덜어)                    | YunB, Kim Seung-min, Yunhway, Donutman (feat. Kid Milli, Swings) | Show Me The Money 8                           |
| 2019 | "Counting"                        | GroovyRoom, Leellamarz (feat. Kid Milli, The Quiett) | Room Service                                  |
| 2019 | "Far Away" (갈래)                 | Takuwa (feat. Kid Milli, Swings) | Show Me The Money 8                           |
| 2019 | "She"                             | Benzamin (feat. Kid Milli) | Closet                                        |
| 2019 | "Hub"                             | Ioah (feat. Kid Milli) | Psychofetish                                  |
| 2019 | "Insomniac"                       | Somdef (feat. Kid Milli) | MorningMare                                   |
| 2020 | "HMU"                             | Lo Volf (feat. Kid Milli, Bradystreet) |                                               |
| 2020 | "What Mom Wants" (어머님은)       | Tommy Strate (feat. Kid Milli) | Tommy Strate Part. 1                          |
| 2020 | "400km"                           | Han Yo-han (feat. Kid Milli) | Spirit Bomb (원기옥)                          |
| 2020 | "Get Out"                         | Code Kunst (feat. Kid Milli, EK, Haon) | People                                        |
| 2020 | "Do Not Understand"               | Loopy (feat. Kid Milli) | No Fear [Deluxe]                              |
| 2020 | "Meet N Greet" (사인회)           | pH-1 (feat. Kid Milli) | X                                             |
| 2020 | "ㅍㅍㅍㅍ"                        | Yovng Trucker (feat. Kid Milli) | S K I D 2                                     |
| 2020 | "Hit It Up"                       | Leellamarz, Panda Gomm (feat. Kid Milli) | Bambooclub [B]                                |
| 2020 | "Black Rose" (일식)               | Taemin (feat. Kid Milli) | Never Gonna Dance Again : Act 1               |
| 2020 | "Fine!"                           | Punchnello (feat. Kid Milli) |                                               |
| 2020 | "New Girl"                        | Junny (feat. Kid Milli) |                                               |
| 2020 | "iii"                             | Layone (feat. Kid Milli, Basick, Paloalto) | Show Me The Money 9                           |
| 2021 | "Achoo Remix" (굴젓)              | GroovyRoom, Justhis (feat. Kid Milli, Miranni, pH-1, Munchman, Skinny Brown, Louie, Leellamarz, Ourealgoat, Dbo, Sik-K, Owen, Swings, Nudeboi Seo, Trade L, Coogie, Blase, Sokodomo, Khundi Panda, Lil Moshpit, Khakii) |                                               |
| 2021 | "Com2 Wat2r"                      | Lo Volf (feat. Kid Milli, Ponyromo) |                                               |
| 2021 | "Cigarettes After Sex"            | Babylon (feat. Kid Milli) | Hardy                                         |
| 2021 | "Forever 0"                       | Lil Tachi (feat. Kid Milli, Unofficialboyy) | Forever Young (Studio album)                  |
| 2021 | "Bum" (범)                        | Ravi (feat. Kid Milli) |                                               |
| 2021 | "Uh-uh"                           | Huh! (feat. Kid Milli) |                                               |
| 2021 | "Lock Up Remix" (잠궈 Remix)      | Justhis, Paloalto (feat. Kid Milli, Swervy, Don Malik, Reddy) |                                               |
| 2021 | "Better"                          | Penomeco (feat Kid Milli) | Dry Flower                                    |
| 2021 | "$$$"                             | Big Naughty (feat. Kid Milli) |                                               |
| 2021 | "Caffeine"                        | K.vsh (feat. Kid Milli) |                                               |
| 2021 | Reset (Prod. Code Kunst)          | Since & Tabber (feat. Gaeko, Kid Milli) | Show Me The Money 10                          |

## Chương trình tham gia
| Năm  | Tên chương trình      | Ghi chú  | Chú thích |
| ---- | --------------------- | -------- | --------- |
| 2015 | Show Me the Money 4   | Thí sinh |           |
| 2018 | Show Me the Money 777 | Thí sinh |           |
| 2019 | High School Rapper 3  | Mentor   | [ 12 ]    |
| 2019 | Show Me the Money 8   | Producer |           |